# L'Inceste (roman)
Pour les articles homonymes, voir Inceste (homonymie).
L'Inceste est un roman auto-fictionnel de Christine Angot paru chez Stock en 1999.

## Résumé
Le récit s'ouvre sur l'aveu de la narratrice, qui confesse au lecteur une liaison homosexuelle qui a duré trois mois. Suit alors un long discours, dans lequel cette relation homosexuelle s'entremêle avec la réminiscence des actes incestueux de son père sur la narratrice.

## Commentaires
- L'Inceste s'ouvre par une réécriture de l'incipit d'un roman d'Hervé Guibert, À l'ami qui ne m'a pas sauvé la vie. L'ouvrage est par ailleurs largement cité tout au long du texte.
- Selon les chiffres annoncés par Christine Angot dans Quitter la ville et selon les déclarations de Jean-Marc Roberts[1], son éditeur chez Stock, L'Inceste s'est vendu, lors de sa publication, à près de 50 000 exemplaires.
- Les apparitions médiatiques de Christine Angot lors de la promotion de L'Inceste furent particulièrement remarquées : sur le plateau de Bernard Pivot elle « tue[2] » en direct Jean-Marie Laclavetine, éditeur qui avait refusé un de ses manuscrits, en déclarant son livre nul et sans aucun intérêt littéraire. Dans l'émission Tout le monde en parle, elle doit affronter les rires du public lorsque Thierry Ardisson lit un passage sexuellement incestueux de l'ouvrage[3]. À la radio, dans Le Masque et la Plume, elle est violemment critiquée, voire insultée[4].
- L'Inceste a été traduit dans une dizaine de langues[5].
- En 2012, Christine Angot publie Une semaine de vacances, court roman qui revient sur cette thématique de l'inceste.

### Réception critique
Le livre défraye la chronique littéraire et bénéficie des critiques élogieuses de nombreux journaux (Les Inrockuptibles, Libération, Le Monde des livres). Il suscite également des jugements sévères. Ainsi Jacques-Pierre Amette qualifie Christine Angot d'« écrivain provocateur et histrionique » et Éric Naulleau voit en elle l'auteur d'une œuvre racoleuse « rédigée dans un style brouillon ». Pierre Jourde, quelques années plus tard, avance avec ironie que le succès de l'ouvrage, loin d'être justifié par ses qualités intrinsèques, ne s'explique que par « une habile stratégie promotionnelle et quelques pugilats télévisés ».

## Éditions
- Christine Angot, L'Inceste, Paris, éditions Stock, 1999. 216 p.  (ISBN 2234051487)
  - rééd. Le Grand Livre du mois  (ISBN 2702838391)
  - rééd. Le Livre de poche  (ISBN 2253151165)

### Livre audio
- En 2001, France Culture et les éditions Stock publient Christine Angot lit L'Inceste, coffret de 3 livres audio.